# Mats Levén
Mats Göran Levén, född 11 september 1964 i Mölndal, är en svensk sångare som sedan 1986 arbetat med många stora namn inom den svenska heavy metal-scenen. För närvarande är han sångare och frontman i Prins Svart. Levén har tidigare samarbetat med Yngwie Malmsteen, Therion och Krux, och spelade in sitt första soloalbum 2013. Han har även varit frontman och sångare i det svenska Doom Metal-bandet Candlemass.

## Biografi
Mats Levén började sin karriär år 1986 med en liten grupp vänner i bandet Capricorn. Tre år senare blev han medlem i Swedish Erotica, som släppte ett album och flera singlar.
År 1992 började han sjunga för ytterligare ett svenskt band, Treat, med vilka han också släppte ett album och en singel. Under 1990-talet arbetade han med Abstrakt Algebra, och sjöng bakgrundssång för bandet Lion's Share. Han var också med i ett coverband till AC/DC, AB/CD, med vilka han fortfarande spelar. 1997 började han samarbeta med gitarristen Yngwie Malmsteen och spelade in albumet Facing the Animal, och åkte på världsturné för nämnda album. Turnén ledde till ett livealbum och DVD som släpptes 1998.
1999 samarbetade han med Pontus Norgren, och ett år senare släppte han två album med bandet Dogface. 2002 grundade han doom metal-projektet Krux. Han började även samarbeta med den tyska gitarristen Olaf Lenk i bandet At Vance. De släppte två album tillsammans, The Evil in You (2003) och Chained (2005). Han spelade även in ett album med ytterligare ett band, Sabbtail.
I slutet av 2003 erbjöds han att delta i Therion för att spela in deras dubbelalbum Lemuria / Sirius B, och även delta på deras kommande ett och ett halvt år långa världsturné. Samarbetet var lyckat och han ombads att sjunga på även deras nästa album och världsturné. Andra halvan av 2005 har Levén arbetat med trummisen Snowy Shaw (Dream Evil, King Diamond, Mercyful Fate, Notre Dame) med ett album vid namn S&M, som planeras att släppas någon gång under 2008,[uppföljning saknas] och gjorde även bakgrundssång för bandet Narnia.
Under 2006 års första månader arbetade han med albumet Reflections of the Obscure med Essence of Sorrow, ytterligare ett projekt vid namn Fatal Force, och bakgrundssång för The Poodles låt "Night of Passion", som hamnade på fjärde plats i det årets melodifestival. Han spelade även in Krux nya album som släpptes den 18 oktober 2006 och det nya Therionalbumet Gothic Kabbalah, som släpptes den 12 januari 2007. Den 9 december 2006 deltog Levén i en specialkonsert med Therion i Bukarest. På konserten deltog en symfoniorkester och kör. Spellistan innehöll både Therionlåtar och klassiska stycken framförda på Therionvis.
Från och med 2007 delade Levén på sången i Therion tillsammans med Snowy Shaw och två kvinnliga sångare. En av dem är Katarina Lilja och den andra är Lori Lewis, sångare för det amerikanska bandet Aesma Daeva. Efter juni 2007 avbröt Levén sitt arbete med Therion för att fokusera på sina nya projekt. Levén spelade då in bakgrundssång till Apocalypticas album Worlds Collide. Han deltog även på Nuclear Blasts 20-årsjubileumssamlingsalbum Into the Light. Levén arbetar närvarande med ytterligare ett projekt, sång för det israeliska bandet Amaseffers trippelalbum baserat på Bibeln.

## Diskografi

### Band/projekt
- Swedish Erotica - Swedish Erotica (1989)
- Treat - Treat (1992)
- Abstrakt Algebra - Abstrakt Algebra (1995)
- AB/CD - Cut the Crap (1995)
- Yngwie Malmsteen - Facing the Animal (1997)
- Southpaw - Southpaw (1998)
- Yngwie Malmsteen - Live!! (1998)
- Treat - Muscle In Motion (1999 - bootleg)
- Pontus Norgren - Damage Done (1999)
- Dogface - Unleashed (2000)
- Dogface - In Control (2002)
- Krux - Krux (2002)
- At Vance - The Evil in You (2003)
- Sabbtail - Nightchurch (2004)
- Therion - Lemuria / Sirius B (2004)
- At Vance - Chained (2005)
- Swedish Erotica - Too Daze Gone (2005)
- Fatal Force - Fatal Force (2006)
- Krux - II (2006)
- Abstrakt Algebra - II (inspelat 1997 - släppt 2006 som bonus-CD med nysläppet av Dactylis Glomerata)
- Therion - Gothic Kabbalah (2007)
- Ludor - "777 the new 666" (2013)

### Gästsång/Tribute-album
- A Salute To AC/DC
- Power From The North
- A Tribute To Grand Funk Railroad
- The Spirit Of The Black Rose
- Bajen Forever
- Blackmore's Castle
- Svullo - För Fet För Ett Omslag
- Leif Edling - The Black Heart Of Candlemass
- The Sweet According To Sweden
- Audiovision - The Calling
- Lion's Share - Lion's Share
- Lion's Share - Two
- Lion's Share - Emotional Coma
- The Bear Quartet - Eternity Now
- Essence Of Sorrow - Reflections Of The Obscure
- Nuclear Blast Allstars - Into The Light